# Péter Agárdi
 Péter Agárdi (n. 15 aprilie 1946, Budapesta-) este un scriitor, critic și istoric literar maghiar